# Damias quardripuncta
Damias quardripuncta är en fjärilsart som beskrevs av Rothschild 1915. Damias quardripuncta ingår i släktet Damias och familjen björnspinnare. Inga underarter finns listade i Catalogue of Life.